# Habenula

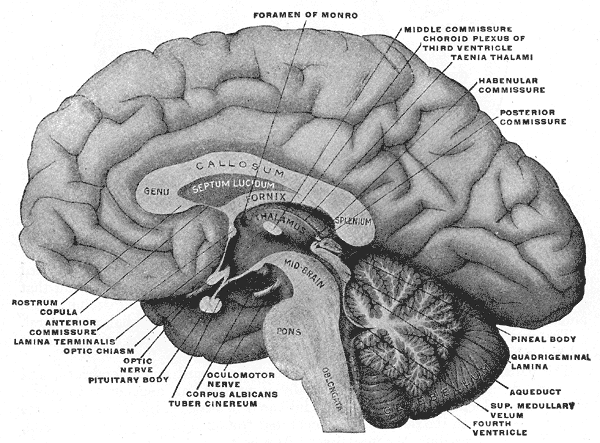
Habenula v mozku

Habenula (zdrobn. latinsky habena; uzdička) bylo původně[kdy?] označení pro stonek epifýzy (pineal habenula; pedunculus; tělo epifýzy), později[kdy?] ale pojem nabyl jiného významu a začal označovat tzv. habenulární jádro – skupinu nervových buněk, přiléhajících k epifýze, která s tímto jádrem měla být spojena. Habenulární jádro je soubor dobře zachovaných struktur všech obratlovců.
V současné době termín označuje samostatnou buněčnou hmotu v kaudální části dorzálního mezimozku (tj. epithalamu), uloženou v zadním konci stria medullaris, z které přichází většina aferentních vláken. Prostřednictvím fasciculus retroflexus (habenulointerpedunkulární trakt) projikuje do mezipedunkulárního jádra a dalších paramediánních buněčných skupin středního mozku.
Funkčně se habenula podílí na vnímání bolesti, cyklech spánku a bdění, ovlivňuje reprodukční chování a náladu (viz sekce deprese níže). Jako jedna z mála oblastí má vliv na téměř všechny monoaminergní systémy mozkového kmene, jako jsou dopamin, noradrenalin a serotonin.

## Anatomie
Habenula byla tradičně rozdělena na laterální (limbické) a mediální (motorické) části. Podrobné zkoumání této oblasti u kočky však naznačilo, že by laterální část měla být dále rozdělena do deseti odlišných menších jader, mediální část do pěti.

### Asymetrie
Různé živočišné druhy vykazují levostrannou asymetrickou diferenciaci habenulárních neuronů. U mnoha ryb a obojživelníků je habenula na jedné straně výrazně větší a lépe organizovaná do různých jader dorzálního diencephalonu než na straně druhé. Oboustrannost takové diferenciace (ať už je rozvinutější levá, nebo pravá) se liší podle daného druhu. U ptáků a savců jsou obě habenuly téměř symetrické a poměrně malé.

### Laterální habenula
Primární vstupy do laterální habenuly (LHb) se skládají z postranní preoptické oblasti (vstup z hipokampu a laterálního septa), dále ventrálního pallidu (vstup z nucleus accumbens a mediodorsalního jádra thalamu), laterálního hypothalamu, mediální habenuly a vnitřního segmentu globus pallidus (vstup z dalších bazálních ganglií).
Neurony v laterální habenule jsou „odměnou-negativní“, protože jsou aktivovány stimuly spojenými s nepříjemnými zážitky, absencí odměny nebo přítomnosti trestu (zejména pokud je nepředvídatelný).  Informace o odměně do laterální habenuly přichází z vnitřní části globus pallidus. 
Výstupy z laterální habenuly cílí na dopaminergní oblasti (substantia nigra pars compacta a ventrální tegmentální oblast), serotonergní oblasti (střední a dorzální rapheální jádra) a cholinergní oblast (laterodorsální tegmentální jádro). Tyto výstupy inhibují dopaminergní neurony v substantia nigra pars compacta a ventrální tegmentální oblasti: aktivace v laterální habenule je spojena s deaktivací těchto jader a naopak, deaktivace v laterální habenule je spojena s jejich aktivací.  Při učení se vyhýbavému chování laterální habenula působí proti působení laterodorsálního tegmentálního jádra, ale ne při paměťovém a motivačním zpracování tohoto chování či při jeho samotném vykonávání. Nedávný výzkum naznačil, že laterální habenula může hrát klíčovou roli v procesu rozhodování.

### Mediální habenula
Vstup do mediální habenuly (MHb) pochází z různých oblastí a obsahuje řadu různých neurotransmiterů. Vstupní oblasti zahrnují septální jádra (nucleus fimbrialis septi a nucleus triangularis septi), dopaminergní vstupy z interfaskulárního jádra ventrální tegmentální oblasti, noradrenergní vstupy z locus coeruleus a GABAergní vstupy z diagonálního Brocova pásma. Výstupy mediální habenuly zahrnují glutamát, substanci P a acetylcholin, a vedou přes mezipedunkulární jádro do periakvaduktální šedi a epifýzy.  

### Čichové kódování v habenule
U nižších obratlovců (mihule a kostnaté ryby) cílí axony mitrálních buněk (hlavní čichové neurony) asymetricky a výhradně do pravé hemisféry habenuly. Uvádí se, že dorzální habenuly (DHb) jsou funkčně asymetrické, čichové odpovědi náleží primárně pravé hemisféře. Bylo také prokázáno, že neurony DHb jsou spontánně aktivní i v nepřítomnosti čichové stimulace. Tyto spontánně aktivní DHb neurony jsou organizovány do funkčních shluků, u kterých se předpokládá, že řídí odpovědi na čichové vjemy. (Jetti, SK. Et al 2014, Current Biology)

## Funkce
Habenulární jádra se účastní zpracování bolesti, reprodukčního chování, výživy, cyklů spánku a bdění, stresových reakcí a učení. Nedávné pokusy za pomocí fMRI  a jednotkové elektrofyziologie  úzce spojily funkci laterální habenuly se zpracováním odměny, zejména při kódování negativní zpětné vazby nebo negativních odměn. Matsumoto a Hikosaka v roce 2007 navrhli, že tato odměna a odměnově-negativní informace v mozku by mohly být „zpracovány prostřednictvím souhry laterální habenuly, bazálních ganglií a monoaminergních (dopaminergních a serotonergních) systémů“ a že laterální habenula může v této „integrační funkci“ mít stěžejní roli. Nedávné studie také ukázaly, že neurony v laterální habenule signalizují kromě pozitivních a negativních odměnově-predikčních chyb také pozitivní a negativní informačně-predikční chyby.

## Deprese
Mediální i laterální habenula mají obecně snížený objem a nižší počet neuronů na pravé straně u pacientů s depresí. Hluboká mozková stimulace hlavního aferentního svazku (tj. stria medullaris thalami) laterální habenuly byla použita v léčbě těžké deprese, která je odolná vůči terapii.  
Ve studiích na zvířatech byl s depresí spojen rychlý sled akčních potenciálů (tzv. burst firing) v laterální habenule, závislý na aktivitě methyl-D-aspartátových receptorů (NMDA), a prokázalo se, že ketamin jakožto antagonista receptoru tyto akční potenciály blokuje. Po prokázání rychlého nástupu antidepresivních účinků u lidí se ketamin stal předmětem četných studií.